# 阿讷西城市公共交通
阿讷西城市公共交通，一般指其城市公共交通的运营系统，后者即阿讷西地区市际公交集团（法語：Société intercommunale des bus de la région annécienne），是一个政企合一的机构，由阿讷西地方政府（包括上萨瓦省和大阿讷西城市圈公共社区）联合管理和运营，属于法国工商业行政的公共部门，同时也是法国交通自营联盟（Agir）成员。

## 名称释义
阿讷西城市公共交通的商业名称为""，是其法语全名的缩写。

## 历史
阿讷西的公共交通始建于19世纪末，为阿讷西－托讷有轨电车，1898年至1930年间运行，后被公共汽车代替。
阿讷西地区市际公交集团于1980年成立，后不断扩张。

## 组织

### 运营
阿讷西城市公共交通的所有线路由阿讷西城市公共交通公司自主运营，直接负责提供车辆及人员配置并运营。

### 财政
阿讷西城市公共交通的财政管理由阿讷西都会区负责财政，其财政来源包括3部分：
- 地方财政支出（Contribution），即城市圈公共社区本身。
- 商业收入，即车票等。
- 国家直接补助。

## 设施
截止2020年11月，阿讷西城市公共交通系统线路网包括27条公交线路，总长度343公里，车站总部达724个。

## 票价
阿讷西城市公共交通的车票系统包括三大类型：单次车票、短时车票和公交卡。

### 单次车票
阿讷西城市公共交通的单次车票包括两种：单次票和10次票。所有单次车票在刷卡后一个小时内可无限次换乘。此外，在综合停车场附近亦可购买停车+公交联合车票。

### 短时车票
阿讷西城市公共交通的短时车票包括24小时票、24小时三人票和节假日团体天票。

### 公交卡
阿讷西的公交卡包含多种类型，包括公共卡（所有人均可办理和使用）、学生卡、老年卡等，办理时需实名登记并出示相关证件。

## 图集

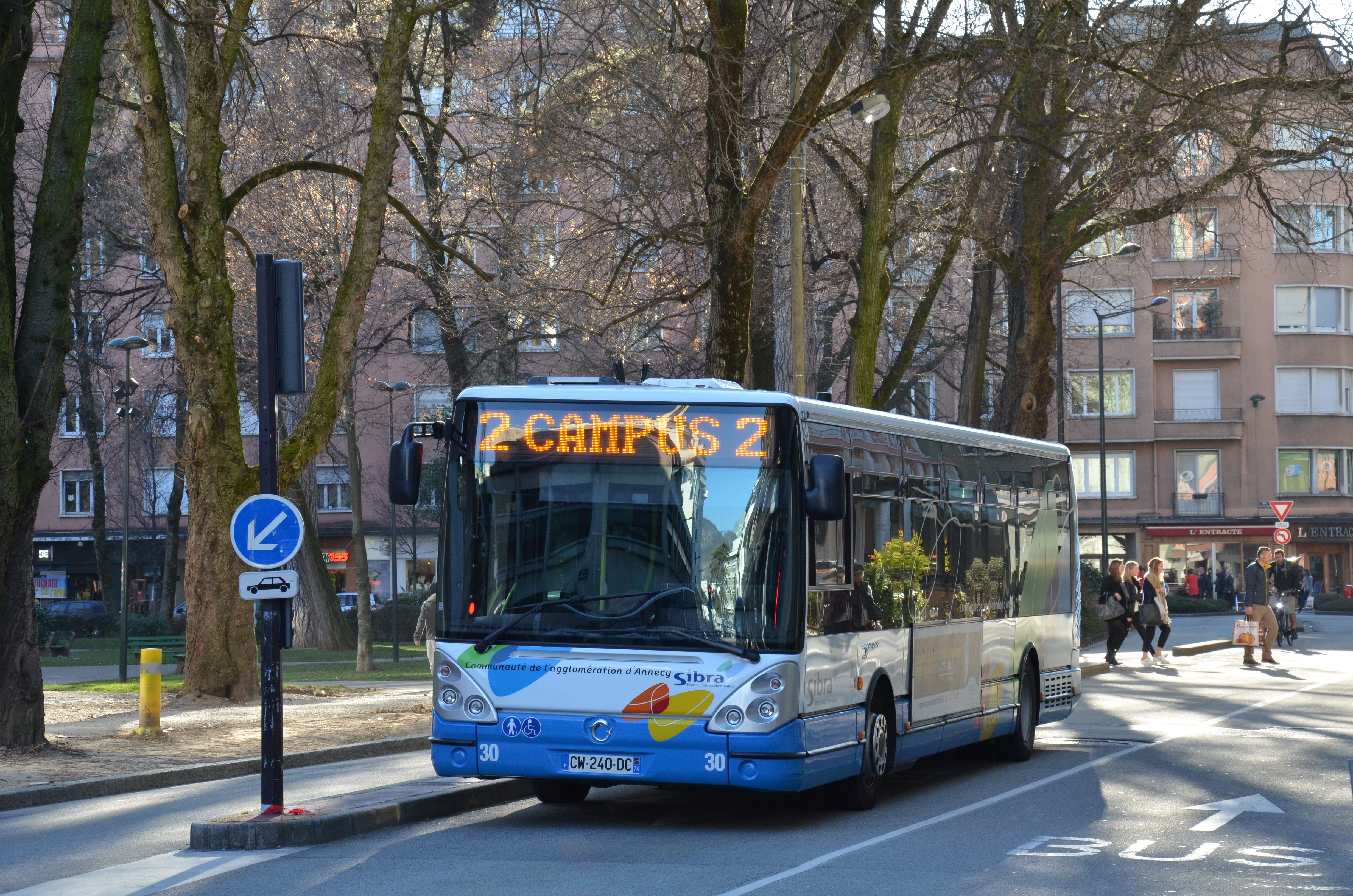
阿讷西公交2路
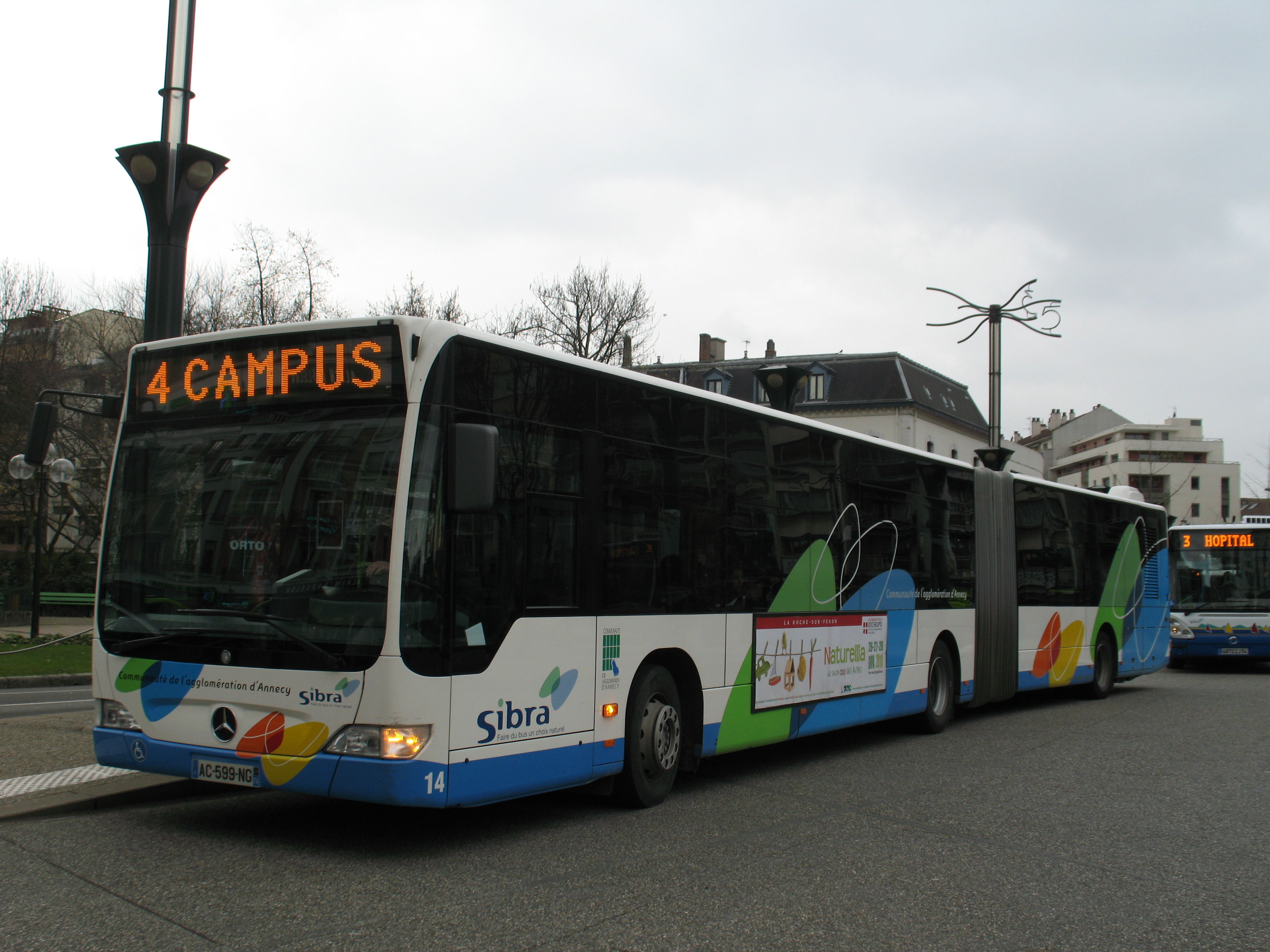
阿讷西公交4路
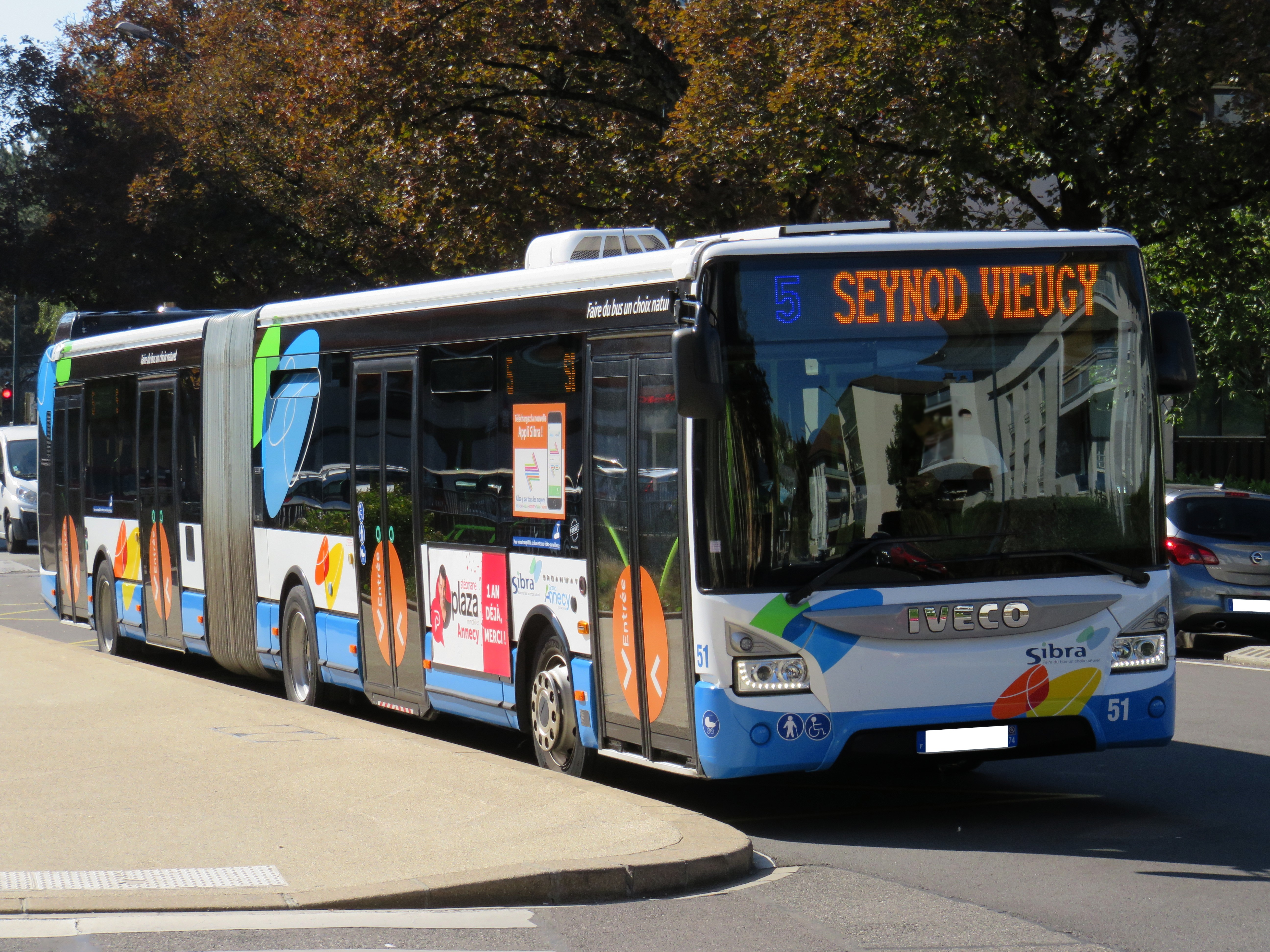
阿讷西公交5路
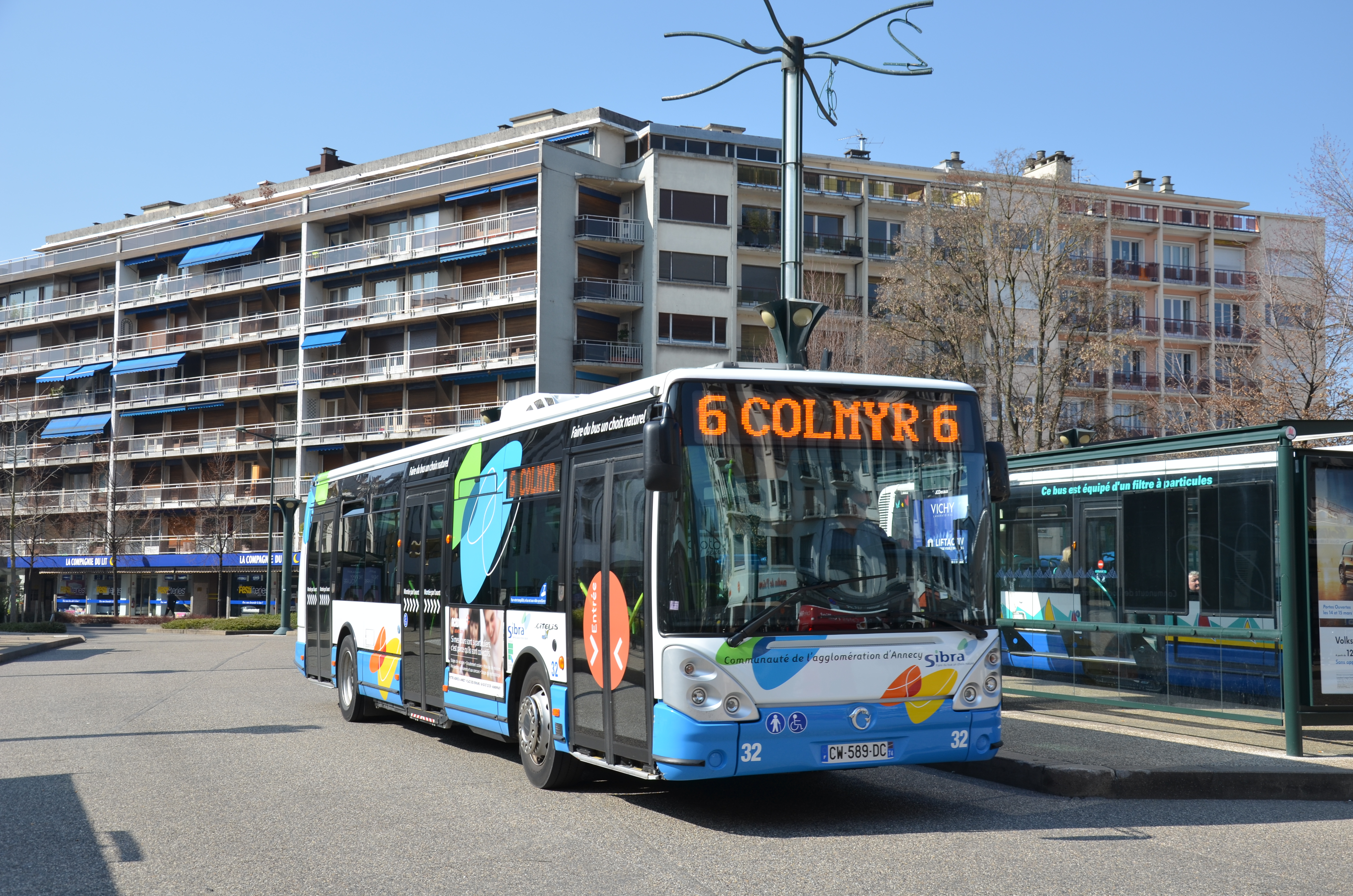
阿讷西公交6路
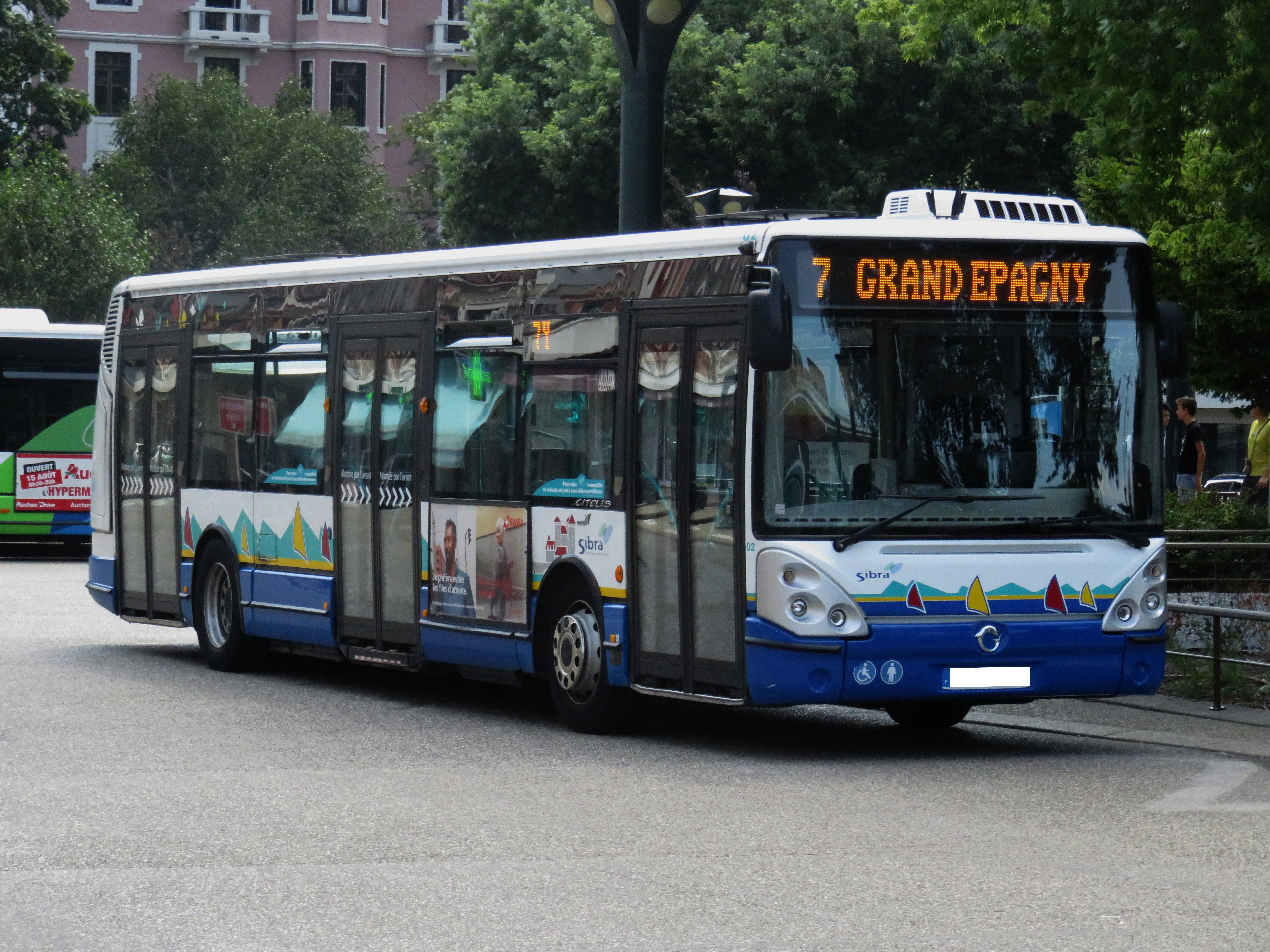
阿讷西公交7路